# Museo di fotografia contemporanea
Il museo di fotografia contemporanea (MUFOCO) è una fondazione costituita dalla provincia di Milano e dal comune di Cinisello Balsamo nel 2005, un anno dopo l'inaugurazione della sede del museo. Il progetto, avviato nel 1996, nel suo svolgersi ha visto la collaborazione della Regione Lombardia e del Ministero per i Beni e le Attività Culturali.

## Storia
L'idea di dar vita a un museo dedicato alla fotografia contemporanea nasce in seno al Progetto Archivio dello spazio (parte del più ampio Progetto Beni Architettonici e Ambientali della Provincia di Milano, 1987-1997).
Dopo una prima fase durante la quale un gruppo di lavoro composto da studiosi italiani e stranieri definisce il progetto scientifico del museo e hanno inizio i lavori di ristrutturazione dell'ala sud di Villa Ghirlanda, oggi sede del museo, viene avviata la costituzione delle collezioni fotografiche e della biblioteca.
A partire dal 2000 hanno inizio in una sede provvisoria tutte le attività del futuro museo: catalogazione e conservazione, mostre, pubblicazioni, seminari di studio, committenze a fotografi contemporanei, sperimentazioni didattiche. Contemporaneamente viene costruita una rete di collaborazioni nazionali e internazionali con università, scuole, istituzioni.
Oggi il museo di fotografia contemporanea articola le sue attività in più direzioni rispondendo a molteplici funzioni, volte alla promozione, allo studio, alla divulgazione della fotografia, con particolare accento sul significato delle trasformazioni tecnologiche in corso e sul rapporto fra la fotografia e le altre discipline espressive.
Le sue collezioni fotografiche contano quasi 2.000.000 di immagini, divise in 28 fondi fotografici. La biblioteca comprende quasi 20.000 volumi.
Da giugno 2022 il direttore del MUFOCO è il poeta Davide Rondoni.

## Attività del museo
Le attività del museo comprendono: 
- Catalogazione
- Conservazione
- Interventi di restauro dei fondi fotografici presenti nelle collezioni
- Realizzazione di esposizioni nella sede del museo, nella piazza antistante il museo, in altre sedi sia italiane che straniere, eventi, performance
- Produzione di convegni, seminari di studio su temi teorici e storici della fotografia contemporanea
- Servizio educativo rivolto alle scuole di ogni ordine e grado e a gruppi sociali
- Attività editoriale
- Promozione di committenze a fotografi per lo sviluppo della ricerca contemporanea
- Realizzazione di progetti di arte pubblica
- Biblioteca e archivio multimediale
- Premi per la promozione dei linguaggi e degli studi sulla fotografia
- Erogazione di servizi a istituzioni, enti, università, aziende.